# Santa Bárbara (Messico)
Santa Bárbara è una municipalità dello stato di Chihuahua, nel Messico settentrionale, il cui capoluogo è la località omonima.
Conta 10.427 abitanti (2010) e ha una estensione di 347,89 km². 	
Il paese deve il suo nome a Santa Barbara, martire cristiana.